# Ludwig von Schele
Ludwig von Schele (Taufname: Ludwig August Werner Ernst Albrecht) (* 30. Mai 1778 in Osnabrück; † 20. Oktober 1824 in Vechta) war ein deutscher Landrat.

## Herkunft
Ludwig von Schele entstammte dem westfälischen  Uradelsgeschlecht Schele und wurde als Sohn der Eheleute Ludwig Clamor von Schele (Kammerherr und hannoverscher Landdrost) und Klara Katherina Dorothea Philippine von Münster geboren. 

## Familie
Am 30. Oktober 1801 heiratete er in Itzehoe Charlotte Friederike Amalie von Bothmer, Tochter der Eheleute Johann Kaspar Hartwig Friedrich von Bothmer und Margaretha Eleonore von Schweinitz und Krain. Aus der Ehe gingen mehrere Kinder hervor:
- Hans Ludolf (* 1. August 1802; † 24. Juni 1847), preußischer Hauptmann ⚭ Marie von Post (* 27. Januar 1816)
- Ludwig Heinrich Detlev Friedrich (* 11. Januar 1810; † 29. April 1886), Oberforstmeister ⚭ Mathilde Anna Wilhelmine Caroline von Freitag (* 8. August 1827; † 19. Januar 1893), Eltern von Helmuth von Schele
- Eugen Christian Karl (* 27. November 1811; † 9. August 1861), Kammerherr ⚭ Martha Florence Doliwa von Dobrowolski (* 1827; † 20. Februar 1891)

## Beruflicher Werdegang
Er durchlief zunächst eine Militärlaufbahn in der preußischen Armee, war zunächst Kadett und dann Offizier. In Eutin war er oldenburgischer Schloßhauptmann und im Jahre 1815 war er hannoverscher Droste in Reckenberg. Ein Jahr später war er kommunaler Landrat des Kreises Wiedenbrück. Nach einjähriger Amtszeit wechselte er 1817 als Regierungsrat zur Regierung Minden.